# Guillermo Velásquez Ramírez
Guillermo Velásquez Ramírez (Pereira, 4 gennaio 1934 – Bogotà, 26 giugno 2017) è stato un arbitro di calcio colombiano, internazionale dal 1966 al 1982.

## Carriera
Velásquez iniziò la propria carriera nel campionato nazionale colombiano, dirigendo per la prima volta nel corso della stagione 1957. Le sue prestazioni lo portarono a essere nominato internazionale nel 1966: nel 1967 esordì arbitrando due gare di Coppa Libertadores. Fu selezionato per il Torneo Pre-Olimpico CONMEBOL 1968, suo primo torneo ufficiale per Nazionali, e fu impiegato anche durante la fase finale dei Giochi di Città del Messico 1968, in occasione di Bulgaria-Thailandia (14 ottobre 1968). Nello stesso anno balzò agli onori della cronaca per essere stato l'unico arbitro ad espellere Pelé, durante una partita amichevole fra la Nazionale Olimpica della Colombia e il Santos, per proteste a seguito di una rete messa a segno dai colombiani.
Nel 1969 arbitrò la semifinale di Libertadores tra Universidad Católica e Estudiantes del 1º maggio. Nello stesso anno debuttò nel torneo di qualificazione al campionato del mondo 1970: diresse Cile-Ecuador e Perù-Bolivia, e fu guardalinee nella cosiddetta partita del secolo (Italia-Germania Ovest 4-3). Tornò ai Giochi olimpici durante Monaco di Baviera 1972, assommando due presenze: anche nel 1976 prese parte ai Giochi, arbitrando l'incontro tra Unione Sovietica e Iran valido per i quarti di finale. Nel 1977, invece, ebbe l'opportunità di partecipare a due tornei di qualificazione al Mondiale: oltre a quello sudamericano (1 presenza, Venezuela-Uruguay del 9 febbraio) scese in campo anche in quello centro-americano, durante gli spareggi tra Canada e Stati Uniti (22 dicembre). La sua ultima manifestazione ufficiale per Nazionali fu il Torneo Pre-Olimpico CONMEBOL 1980.